# Конотопець Наталія Іванівна
Конотопець (Власенко) Наталя Іванівна (дружина Власенка Івана Микитовича, прозаїка) — українська письменниця , член Союзу письменників СРСР, згодом — Київської ОО НСПУ. Народилась 21 вересня 1947 року в селі Любитів Ковельського району Волинської області.

## Біографія
У 1972 році закінчила кафедру біофізики біологічного факультету Київського державного університету імені Т. Г. Шевченка.
Друкуватися почала з 1963 року.
В 1999–2002 роках очолювала Кабінет молодого автора НСПУ.
Станом на середину 2000-х років працює в редакції журналу «Київ».
Авторка біографічної повісті «Микола Кащенко», збірки фантастичних оповідань «Відпочинок на Ортені», циклу «Київські сновидіння» (2004), оповідань «Наздогнати вітер» (2007).

## Нагороди
Лауреатка літературної премії «Благовіст» у 2001 році за роман «Хто я єсьм».

## Твори
- Романи
  - 1998 – Хто я єсмь?
- Збірки
  - 1984 – Відпочинок на Ортені
  - 1988 – Балкон на глухій стіні
  - 1990 – Короткі екскурсії у минуле
- Повісті
  - 1982 – Відпочинок на Ортені
  - 1989 – Душа речей
  - 1990 – На останнім стопню
  - 1990 – Коротка екскурсія в минуле або Ціна Сивіллиних книг
- Оповідання
  - 1965 – Чужий
  - 1965 – Несподіванка
  - 1968 – Діамант
  - 1976 – Соняшник
  - 1977 – Додому
  - 1983 – Ласо Берта
  - 1984 – Злочин
  - 1984 – Народження серця
  - 1984 – Зорі
  - 1990 – В. К.
  - 1990 – Інтер’єр з двома вазами
  - 1999 – Він обіцяв сюди повернутися
  - 2004 – Урвище
  - 2007 – Наздогнати вітер
- Книги
  - 1980 – Микола Кащенко
  - 1990 – Жива електрика / У співавторстві з В. К. Рибальченком